# Jacob Vis (schrijver)
Job Vis (Haarlem, 20 september 1940) is een Nederlands schrijver van romans, schrijvend onder het pseudoniem Jacob Vis.

## Leven en werk
Jacob Vis woont in Kampen. Hij is gehuwd en heeft twee kinderen. Hij volgde de land- en tuinbouwschool Warmonderhof en de bosbouwschool in Arnhem. Tot 2001 was hij werkzaam als bosbouwer bij Staatsbosbeheer.
Jacob Vis is schrijver sinds 1987. Hij is auteur van misdaadromans met een actueel en controversieel maatschappelijk thema. Hij doet veel onderzoek voor hij een boek over een bepaald onderwerp schrijft. Vis geeft daarnaast cursussen aan beginnende schrijvers. 
Zijn boeken werden meerdere malen genomineerd voor een prijs. In 2011 werd hij door RTV-Oost verkozen tot kunstman van Overijssel. Met de thriller De Zwarte Duivel won hij in juni 2015 de Diamanten Kogel, de Belgische prijs voor de beste Nederlandstalige misdaadroman van het jaar.
De eerste titel van zijn hand – Prins Desi – verscheen in 1987. Het thema is de strijd tussen Bouterse en Brunswijk. Het boek werd uitgegeven mede dankzij Tomas Ross, die in Vis een talentvol schrijver zag. vijftien van Vis’ boeken hebben commissaris Ben van Arkel in de hoofdrol. Bij de Duitse uitgeverij Grafit zijn twee boeken met Van Arkel in het Duits verschenen. 
In 2012 kwam bij uitgeverij Conserve Tandem uit: een omvangrijke roman over het Indische verleden van zijn familie. In 2013 volgde Moerta, een tweede roman over zijn Indische wortels, nu met zijn grootmoeder als hoofdpersoon. Drie jaar later - in 2016 - volgde het slot van het drieluik over Nederlands-Indië: een oorlogsroman getiteld Merdeka waarin hij een beeld van binnenuit geeft van de koloniale oorlog in 1947-1949 tussen Nederland en de jonge republiek Indonesië.
In 2020 won hij de Gouden Vleermuis, de landelijke oeuvreprijs voor misdaadliteratuur, gesponsord door Omroep Max en gedoteerd met 5000 euro. Vis beschouwt het bovenal als een eerbetoon aan zijn 21 misdaadromans.

### Commissaris Ben van Arkel
- 1994 - Het hoofd (ISBN 9070282097)
- 1994 - De Bidsprinkhaan (ISBN 9070282127)
- 1998 - Het hoofd - De bidsprinkhaan (ISBN 9057132710)
- 1999 - Wetland (ISBN 9070282488)
- 2001 - Morren (ISBN 9070282755)
- 2002 - Brains (ISBN 9070282984)
- 2003 - De muur (ISBN 9070282178)
- 2004 - Barabbas (ISBN 9076968241)
- 2008 - De Scheepsbouwer (ISBN 9789086600632)
- 2009 - De Erfgename (ISBN 9789086600991)
- 2011 - De Imker (ISBN 9789086601240)
- 2014 - De Zwarte Duivel (ISBN 9789086602469, oorspronkelijk getiteld Het Ronde Huis)
- 2015 - De Professor (ISBN 978-90-8660-288-9)
- 2015 - Veenlijk (ISBN 978-90-8975-740-1, herdruk van Wetland)
- 2016 - Madame H. (ISBN 978-90-8660-300-8)
- 2022 - De Molenaarsdochter (ISBN 978-90-8660-456-2)

### Overig
- 1987 - Prins Desi (ISBN 9027405786)
- 1990 - Het Herenakkoord (ISBN 9027421919)
- 1995 - De Infiltrant (ISBN 907028216X)
- 1997 - De Jacobijnen (ISBN 9070282240)
- 2004 - De trek naar het noorden (ISBN 907696842X)
- 2004 - Der Kopf von IJsselmonde (ISBN 3894255382)
- 2005 - Sivesterknaller (ISBN 3894255463)
- 2005 - ” Wij ...” (ISBN 9076968411)
- 2007 - Het Rijk van de Bok (ISBN 9789076968940)
- 2007 - Prins Desi  (ISBN 9789086600014, herdruk van Prins Desi)
- 2012 - Tandem (ISBN 9789054293293)
- 2013 - Moerta (ISBN 9789054293491)
- 2016 - Merdeka (ISBN 978-90-5429-428-3)
- 2017 - Don Quichote (ISBN 978-90-8660-328-2)
- 2019 - De Borneo-Deal (ISBN 978-90-5429-467-2)
- 2020 - De Kroonprins (ISBN 978-90-8660-413-5)
- 2020 - Merdeka (ISBN 978-9001-73505-0) herdruk van Merdeka uit 2016 als Grote Lijster
- 2022 - De Witte Kameel (ISBN 978-90-8660-450-0)
- 2023 - De Stamhoudster (ISBN 978-94-6493-031-3)